# Ecletismo

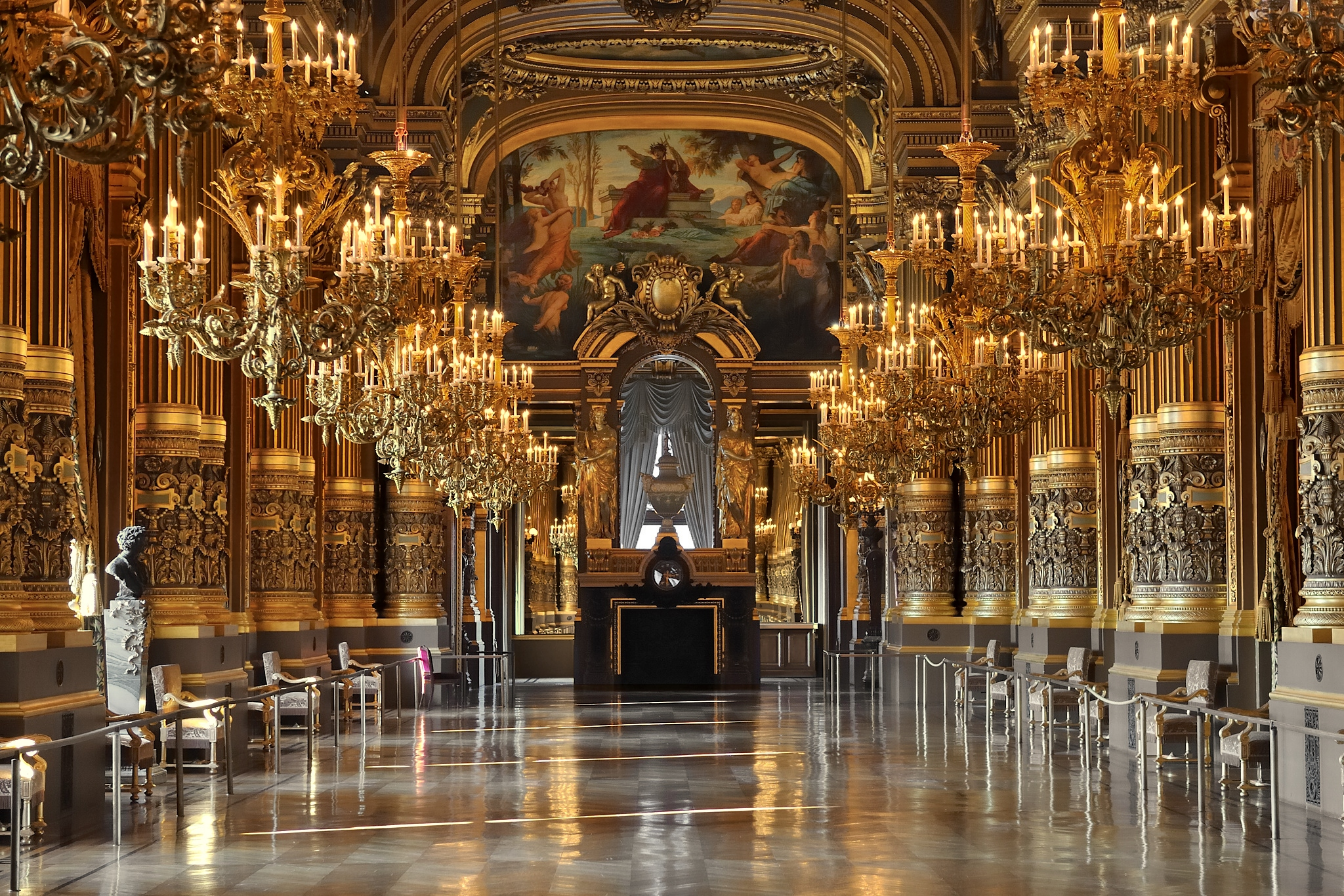
O grande foyer do Palais Garnier, por Charles Garnier, 1860-1875. Estilisticamente, visava uma opulência barroca através de estruturas monumentais ricamente decoradas que evocavam a Versalhes de Luís XIV. No entanto, não foi apenas um renascimento do barroco, sendo mais uma síntese de estilos classicistas, como o Renascimento, o Barroco, o Rococó, o Neoclassicismo etc. Assim, é um exemplo de ecletismo

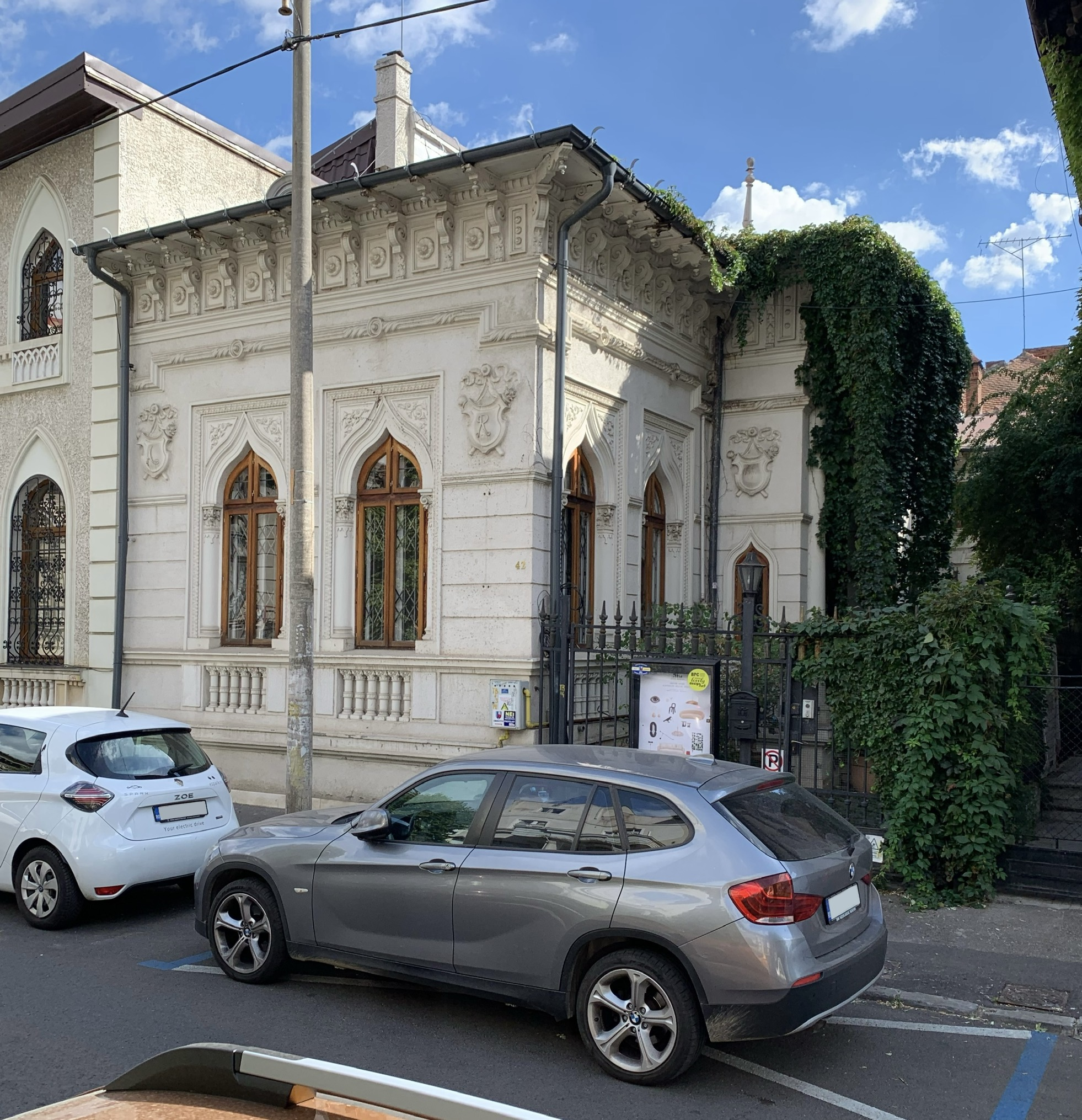
Casa romena Revival inicial na Strada Grigore Alexandrescu em Bucareste, Romênia, arquiteto desconhecido, c. 1900, que mistura Beaux-Arts e elementos e proporções do Renascimento Romeno

Ecletismo ou Ecleticismo é um método científico ou filosófico é uma abordagem conceitual que não se prende rigidamente a um único paradigma ou conjunto de pressupostos, mas em vez disso se baseia em múltiplas teorias, estilos ou ideias para obter insights complementares sobre um assunto, ou aplica diferentes teorias em casos particulares. No entanto, isso muitas vezes é sem convenções ou regras ditando como ou quais teorias foram combinadas.
Às vezes pode parecer deselegante ou sem simplicidade, e os ecléticos às vezes são criticados pela falta de consistência em seu pensamento. É, no entanto, comum em muitos campos de estudo. Por exemplo, a maioria dos psicólogos aceita certos aspectos do behaviorismo, mas não tenta usar a teoria para explicar todos os aspectos do comportamento humano.
O ecletismo em ética, filosofia, política e religião também é conhecido como sincretismo.

## Origem
O ecletismo foi registrado pela primeira vez como tendo sido praticado por um grupo de filósofos gregos e romanos antigos que não se ligavam a nenhum sistema real, mas selecionavam das crenças filosóficas existentes as doutrinas que lhes pareciam mais razoáveis. A partir desse material coletado, eles construíram seu novo sistema de filosofia. O termo vem do grego ἐκλεκτικός (eklektikos), literalmente "escolher o melhor", e de ἐκλεκτός (eklektos), "escolher, selecionar". Ecléticos bem conhecidos na filosofia grega foram os estoicos Panaetius e Posidonius, e os Novos Acadêmicos Carneades e Philo de Larissa. Entre os romanos, Cícero era completamente eclético, pois unia as doutrinas peripatética, estoica e da Nova Erudição. O sucessor de Fílon e professor de Cícero, Antíoco de Ascalon, é creditado por influenciar a Academia para que ela finalmente transitasse do Ceticismo para o Ecletismo.  Outros ecléticos incluíam Varro e Sêneca, o Jovem.
De acordo com Rošker e Suhadolnik, no entanto, embora o ecletismo tivesse uma origem grega, o termo era raramente usado e até recebeu uma conotação negativa pelos historiadores do pensamento grego, associando-o à descrição de pensamento impuro e não original. Estudiosos como Clemente de Alexandria sustentaram que o ecletismo teve uma longa história na filosofia grega e é sustentado por uma convicção metafísica e teológica mais profunda sobre o absoluto/Deus como a fonte de todos os pensamentos nobres e que todas as partes da verdade podem ser encontradas entre os vários sistemas filosóficos.

## Usos

### Arquitetura e arte

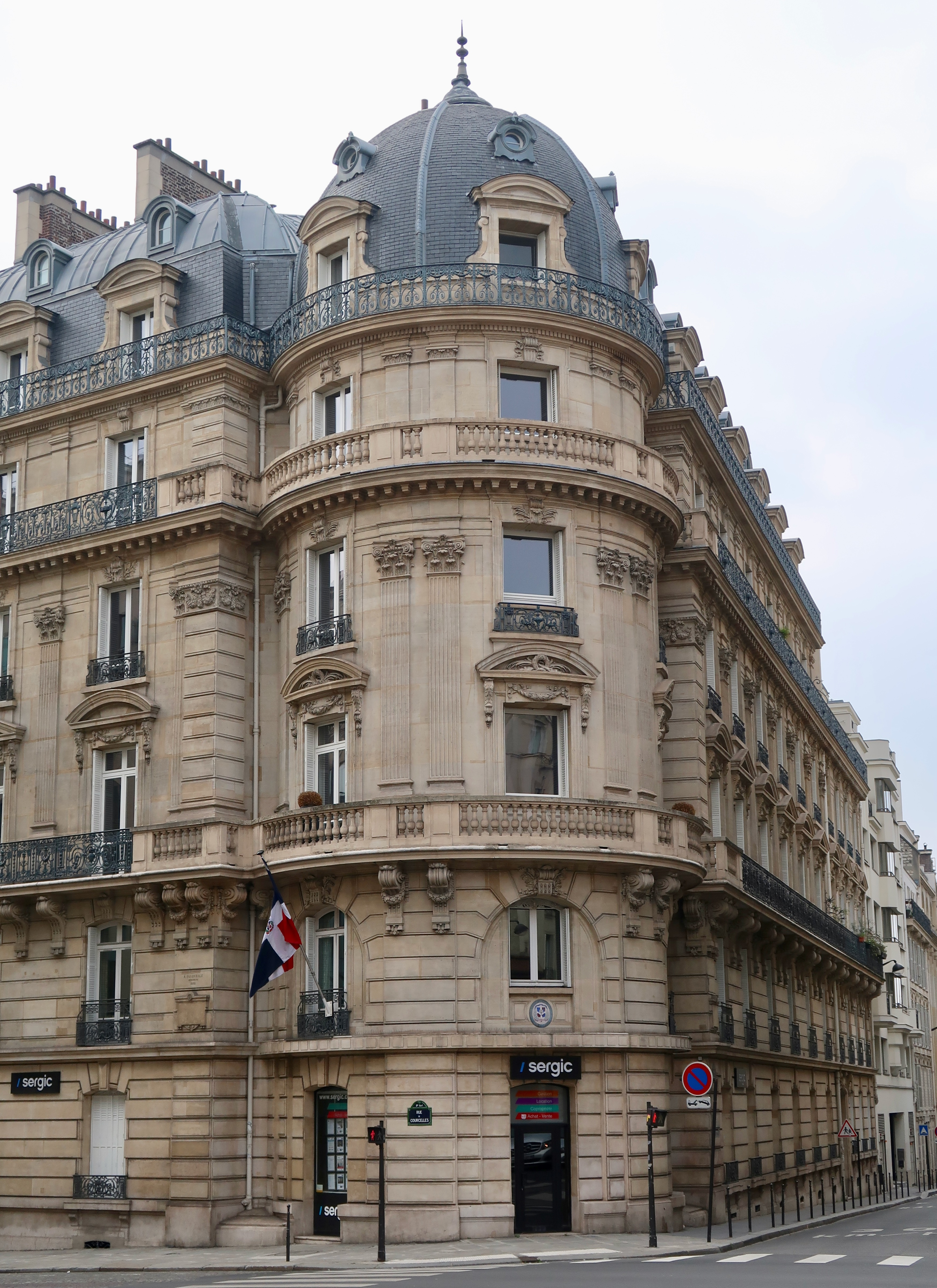
Edifício nº 45 na Rue de Courcelles em Paris, arquiteto desconhecido, data desconhecida, um exemplo de arquitetura do século XIX que pode ser chamado de "Eclético" devido ao fato de que usa elementos de vários estilos classicistas, como o barroco francês e o estilo Luís XVI

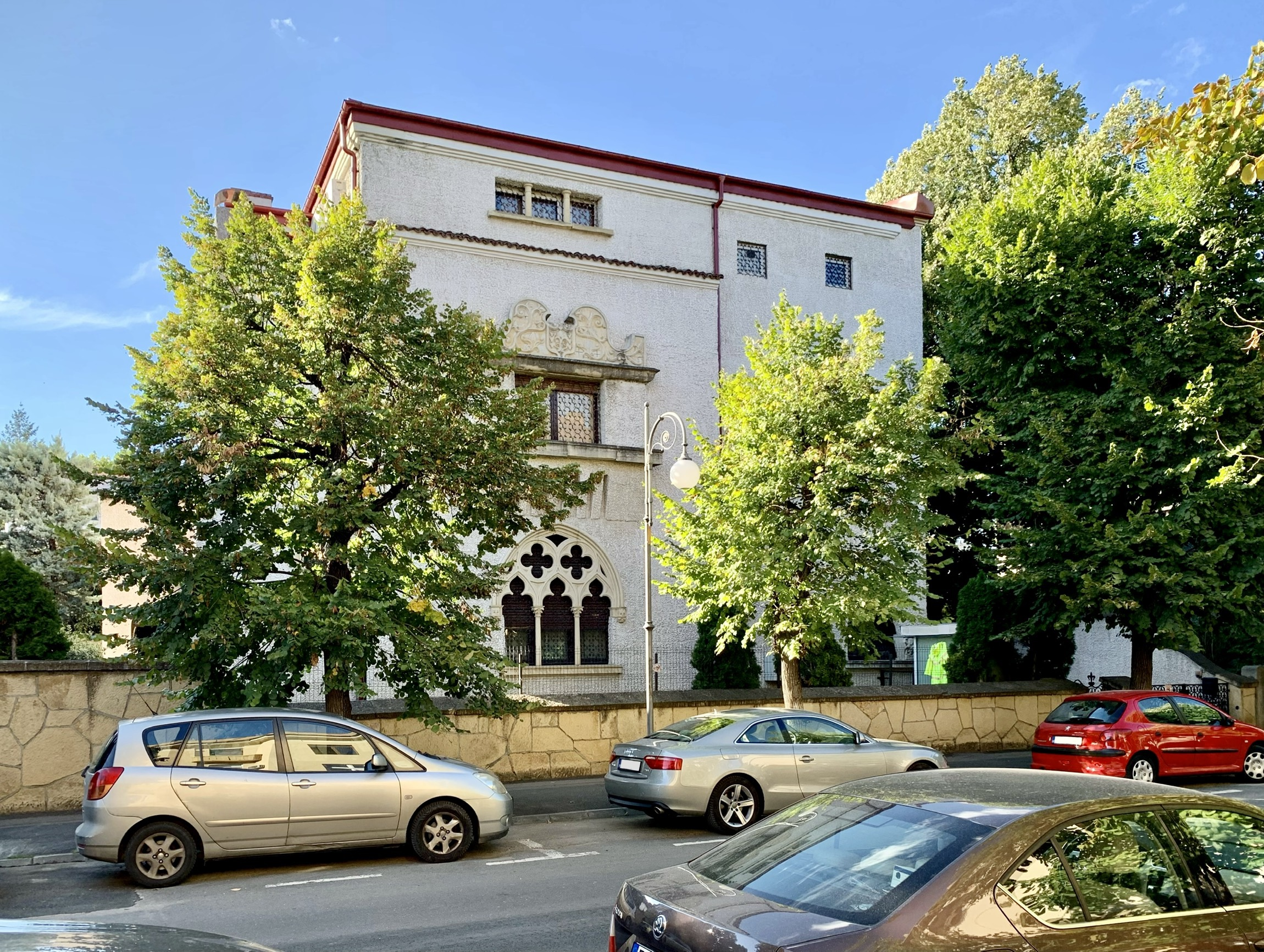
Otto Gagel House em Bucareste, Romênia, 1937, por Anton Curagea e Ion Giurgea, em um estilo conhecido como "mourisco" ou "mouro-florentino", que usa eclético elementos românicos, góticos e renascentistas na arquitetura cívica, mas também é caracterizado por grandes superfícies planas, devido às influências da arquitetura moderna

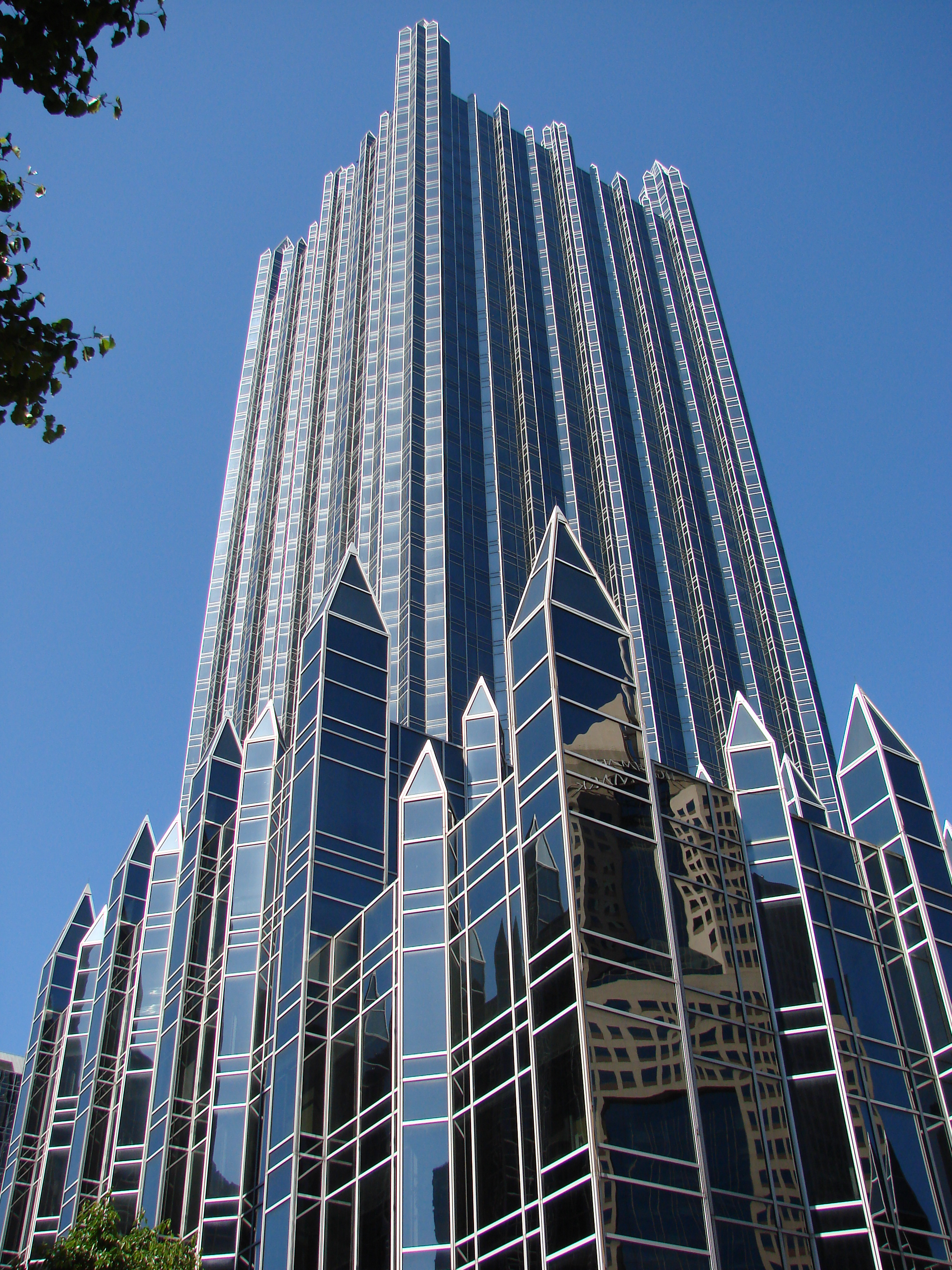
PPG Place em Pittsburgh, EUA, de Philip Johnson e John Burgee, um exemplo icônico da arquitetura pós-moderna, que mistura a simplicidade e os materiais da arquitetura moderna com formas e volumes retirados da arquitetura gótica, inspirados, entre outros edifícios, pela Victoria Tower em Londres

O termo ecletismo é usado para descrever a combinação, em uma única obra, de elementos de diferentes estilos históricos, principalmente na arquitetura e, por implicação, nas artes plásticas e decorativas. O termo às vezes também é vagamente aplicado à variedade estilística geral da arquitetura do século XIX após o neoclassicismo (c. 1820), embora os renascimentos de estilos nesse período tenham, desde a década de 1970, sido geralmente referidos como aspectos do historicismo.
O ecletismo desempenha um papel importante nas discussões e avaliações críticas, mas está de alguma forma distante das formas reais dos artefatos aos quais é aplicado, e seu significado é, portanto, bastante indistinto. A definição mais simples do termo – que toda obra de arte representa a combinação de uma variedade de influências – é tão básica que é de pouca utilidade. De certa forma, o Ecletismo lembra o Maneirismo, na medida em que o termo foi usado pejorativamente durante grande parte do período de sua moeda, embora, ao contrário do Maneirismo, o Ecletismo nunca tenha constituído um movimento ou constituído um estilo específico: ele se caracteriza justamente pelo fato de não ser um estilo particular.

### Filologia
Na crítica textual, ecletismo é a prática de examinar um grande número de testemunhas de texto e selecionar a variante que parece melhor. O resultado do processo é um texto com leituras extraídas de muitas testemunhas. Em uma abordagem puramente eclética, nenhuma testemunha é teoricamente favorecida. Em vez disso, o crítico forma opiniões sobre testemunhas individuais, baseando-se em evidências externas e internas.
Desde meados do século XIX, o ecletismo, no qual não há viés a priori para um único manuscrito, tem sido o método dominante de edição do texto grego do Novo Testamento (atualmente, a Sociedade Bíblica Unida, 4ª ed. e Nestlé-Åland, 27ª ed.). Mesmo assim, os manuscritos mais antigos, sendo do tipo texto alexandrino, são os mais favorecidos, e o texto crítico tem uma disposição alexandrina.

### Filosofia
Na filosofia helenística, os ecléticos usaram elementos de múltiplas filosofias, textos, experiências de vida e suas próprias ideias filosóficas. Essas ideias incluem a vida como conectada com a existência, o conhecimento, os valores, a razão, a mente e a linguagem. Este movimento está intimamente associado ao platonismo médio.
Antíoco de Ascalão (c. 125 - c. 69 a.C.) foi aluno de Filo de Larissa e professor de Cícero. Através de sua influência, o platonismo transitou do Ceticismo Acadêmico da Nova Academia para o Ecletismo. Enquanto Fílon havia aderido à doutrina de que não há nada absolutamente certo, Antíoco abandonou isso para apoiar o dogmatismo. Entre suas objeções ao ceticismo estava a consideração de que sem convicções firmes nenhum conteúdo racional da vida é possível. Antíoco apontou que é uma contradição afirmar que nada pode ser afirmado ou provar que nada pode ser provado; que não podemos falar de ideias falsas e, ao mesmo tempo, negar a distinção entre falso e verdadeiro. Ele expôs os sistemas Acadêmico, Peripatético e Estoico de modo a mostrar que essas três escolas se desviavam uma da outra apenas em pontos menores. Antíoco estava principalmente interessado em ética, na qual tentou encontrar um meio termo entre Zenão de Cítio, Aristóteles e Platão. Por exemplo, ele disse que a virtude é suficiente para a eudaimonia, mas para o mais alto grau de felicidade, os bens corporais e externos também são necessários.
Essa tendência eclética foi possibilitada pelo fato de que a maioria das obras de Platão não eram dogmáticas. O platonismo médio foi promovido pela necessidade de considerar as principais teorias das escolas filosóficas pós-platônicas, como a lógica aristotélica e a psicologia e ética estoicas (teoria dos bens e emoções). Por um lado, os platônicos médios estavam engajados como os peripatéticos posteriores em atividades acadêmicas, como a exposição das doutrinas de Platão e a explicação de seus diálogos; por outro lado, tentaram desenvolver sistematicamente as teorias platônicas. Na medida em que estava sujeito à influência do neopitagorismo, era de considerável importância na preparação do caminho para o neoplatonismo.
Na filosofia moderna, Victor Cousin foi o fundador do ecletismo moderno.

### Psicologia
O ecletismo é reconhecido em abordagens da psicologia que veem muitos fatores influenciando o comportamento e a cognição ou psique. Na década de 1970, os psicólogos começaram a usar as abordagens e técnicas que consideravam apropriadas para seu cliente. Eles levam em consideração múltiplas perspectivas ao identificar, explicar e mudar o comportamento do cliente.